# Гобино, Жозеф Артюр де
Граф Жозе́ф Артю́р де Гобино́ (фр. Joseph Arthur comte de Gobineau; 14 июля 1816 — 13 октября 1882) — французский писатель-романист, социолог, автор «арийской» расовой теории, впоследствии использованной германскими нацистами при разработке собственных идей.

## Биография
Жозеф Артюр де Гобино происходил из дворянской семьи. В 1830 году начал обучение в гимназии Биля (Швейцария, кантон Берн), где он овладел немецким языком и заинтересовался персидским. В 1835 году приехал в Париж. Работал служащим во Французской компании газового освещения, затем в почтовом ведомстве, одновременно подрабатывая журналистским и литературным трудом. В 1843 году познакомился с Алексисом де Токвилем, с которым у него возникли дружеские отношения, продолжавшиеся до кончины последнего в 1859 году. В 1849 году Токвиль, непродолжительное время занимавший пост министра иностранных дел, принимает его на службу в качестве начальника своей канцелярии. В это же время является основателем и редактором монархического журнала «Провинциальное обозрение» и публикует свою поэму «Амандина», в которой впервые изложены основы его элитистской расовой теории. После отставки Токвиля Гобино находится на дипломатической службе, являясь первым секретарём, а затем главой дипломатических миссий в Берне, Ганновере, Франкфурте-на-Майне, Тегеране, Афинах, Рио-де-Жанейро и Стокгольме. Однако послом он не стал и вынужден был раньше времени уйти в отставку.

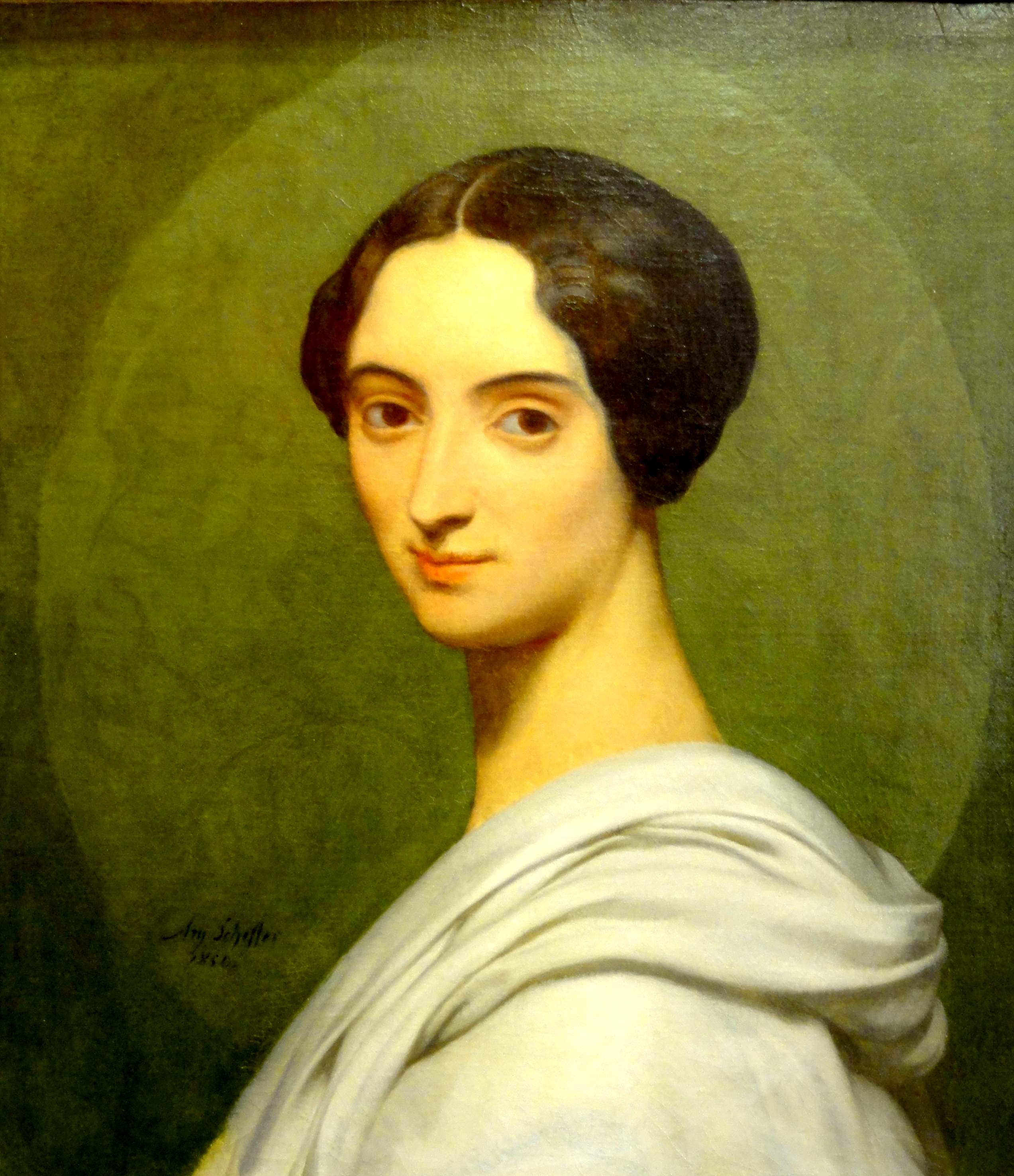
Портрет жены Гобино, Клеманс, работы Ари Шеффера, 1850

Деятельность Гобино не ограничивалась сферой дипломатии: он был талантливым писателем, выступавшим в самых различных жанрах: новеллы, романы, поэмы, драмы. Он писал труды по истории Востока и оставил лингвистический «Трактат о клинописях». Публицистическая деятельность Гобино также была активной. Он увлекался и скульптурой. Его основное сочинение, четырёхтомное «Опыт о неравенстве человеческих рас», (Essai sur l’inégalité des races humaines, 1853, 1855), при жизни автора не пользовалось успехом. Современники почти не замечали его творчества.
В 1876 году встретился с композитором Р. Вагнером (тестем Х. С. Чемберлена), который одобрительно отозвался о его идеях и способствовал их распространению. Так, в начале 1880-х годах Вагнер заявлял, что их видение прошлого и будущего вполне совместимы, ибо научные работы Гобино  давали научное объяснение его собственных расовых идей. Несмотря на критику, его произведения были в целом с одобрением встречены Ф. Ницше. Ромен Роллан отмечал у Гобино «одаренность мыслителя и художника».
Последним его опубликованным произведением стала трагедия «Амадис», частично опубликованная в 1876 году, и изданная в полном виде в 1887 году посвященная эсхатологическому конфликту «белой» и «жёлтой» рас.

## Идеи
Жозеф-Артюр де Гобино оставил след в истории социальной мысли как один из основоположников современной расистской идеологии. Гобино был по существу первым в XIX веке, кто в развернутом виде сформулировал тезис о расовом неравенстве как объясняющем принципе исторического развития, отразив таким образом субъективную духовную оценку равенства как идеи унизительной для человека. Гобино отождествлял равенство с торжеством посредственности, усредненности, одинаковости, серости. Таким образом, расизм у Гобино — неотъемлемая составная часть его элитистского мировоззрения. Все виды равенства способны вызвать отвращение, но расовое неравенство представляется наиболее фундаментальным, исходным и первичным, из него, по мнению Гобино, проистекают все остальные иерархии.
Центральная проблема, которую Гобино ставит и стремится разрешить в своем главном труде, — это проблема упадка и гибели различных цивилизаций. Изначально в концепции Гобино в качестве основного предмета рассмотрения и главного субъекта исторического процесса выступает раса, или, что для Гобино является синонимом, этническая группа. По его мнению, не социальные институты определяют жизнедеятельность рас (этнических групп), но, напротив, расы определяют социальные институты. Институты, которые не согласуются с глубинными тенденциями расы, не прививаются, если не происходит расового смешения. Вследствие этого Гобино отрицает цивилизующую роль мировых религий, например, христианства, которое, будучи воспринято самыми различными народами, не может само по себе поколебать их глубинных характеристик и наклонностей.
В трактовке происхождения человеческих рас Гобино тяготеет к полигенетической концепции, согласно которой различные расы имеют различное происхождение. Однако свою приверженность полигенетической концепции он выражает очень осторожно.
Цвет кожи служит для Гобино основанием выделения трех основных рас: белой, жёлтой и чёрной. Эти расы Гобино рассматривает в виде трёхступенчатой иерархической лестницы с белой расой вверху и чёрной — внизу. Внутри белой расы высшее место занимают, по Гобино, «арийцы». Расы, по его мнению, отличаются постоянством и неуничтожимостью физических и духовных черт; белая раса превосходит остальные в физической силе, красоте, упорстве и т. д. Но самый главный критерий места в расовой иерархии — это интеллект.
Реальное существование трех «чистых» расовых типов Гобино относит к далекому прошлому. Таким образом, «чистых» первоначальных рас давно уже не существует, и в современную эпоху имеют место расовые типы, бесчисленное множество раз смешанные между собой. Понятие «раса» у Гобино выходит из узких антропологических определений, получая символический смысл.
Гобино стремится обнаружить внутренние, «естественные законы, управляющие социальным миром», которые обладают неизменным характером. Такими двумя законами, по Гобино, являются законы отталкивания и притяжения между человеческими расами. В качестве конкретизации этих «законов» выступает фатальный феномен смешения разделенных рас и их бесчисленных комбинаций. Смешение представляет собой необходимый источник возникновения и развития цивилизаций (с обязательным участием «белой» расы), но оно же в дальнейшем является причиной их вырождения.
Тезис о пагубном характере расовых смешений определяет антиколониалистскую позицию Гобино, так как колониальные захваты, по его мнению, способствуют смешениям и, следовательно, вырождению европейской цивилизации.
В трактовке судеб цивилизаций фатализм у Гобино тесно связан с пессимизмом. Он констатирует вырождение европейской цивилизации и пророчит её близкий конец. Гобино отрицает существование общественного прогресса и считает, что европейская цивилизация во многом движется по пути регресса.
Фатализм и пессимизм Гобино исключали практическое применение расистских постулатов, за что и подвергал его критике Хьюстон Чемберлен.

### Славяне
Согласно Гобино, славяне, будучи некогда в древности белым арийским народом, «ушли на северо-восток нашего континента и там вступили в разрушительное соседство с финнами»; «славянский язык, имеющий общие родовые признаки арийских языков, подвергся сильному финскому воздействию. А что касается внешних признаков, они также приблизились к финскому типу». Гобино приписывал славянам пассивность «в результате большой пропорции жёлтой крови», и сравнивал славянские и семитские народы:

Славяне выполняли в восточной Европе ту же функцию долгого и молчаливого, но неотвратимого влияния, какую в Азии взяли на себя семиты. Подобно последним, они создавали стоячее болото, в котором, после кратковременных побед, тонули все более развитые этнические группы.

## Беллетристика
Жозеф де Гобино проводил свои взгляды и в беллетристических произведениях, подчёркнуто резко изображая классовую борьбу, становясь при этом на сторону аристократии. Наиболее известным из его романов стала «История ярла Оттара, норвежского пирата» (Histoire d'ottar Jarl, pirate norvégien, et de sa descendance, 1879), посвящённая походам викингов. Будучи ориенталистом по увлечениям, Гобино передаёт «couleur locale» в «Азиатских новеллах», его «Тифенское аббатство», «Возрождение». Гобино — ученик Стендаля и Мериме.

## Гобино и национал-социализм
Известность и признание пришли к Гобино только после его смерти и вначале не на родине, а в Германии. В 1894 году в Германии было основано «Общество Гобино», число членов которого в 1914 году достигло 360. Особенно активную роль в распространении гобинизма в Германии сыграл основатель этого общества Людвиг Шеман, издавший ряд сочинений Гобино и исследований о нём. Он же в 1897—1900 годах впервые издал «Опыт о неравенстве человеческих рас» на немецком языке, а также написал двухтомную биографию Гобино (1913—1916). Национал-социалистические теоретики оценили это сочинение так высоко, что специально подобранные фрагменты из него публиковались в 30-е годы в популярных антологиях о расах и приводились даже в школьных учебниках. Таким образом, идеи Гобино пригодились в идеологии нацистской Германии и послужили для формирования нацистской расовой политики, хотя он и не был, подобно X. C. Чемберлену, возведён в ранг «народного мыслителя».
Теория Гобино в германизированной версии была известна некоторым влиятельным политикам и идеологам Японии и стала составной частью японского империалистического мировоззрения. Идеи Гобино получили распространение в Японии, где с ними познакомил учившийся в Германии писатель Мори Огай, который отмечал, что изучение его теории очень полезно, чтобы знать больше о мышлении западного противника, и критиковал Гобино за чрезмерный этноцентризм и сведение человеческой культуры к влиянию наследственности. В ноябре 1903 года он прочитал в университете Васэда лекцию о западных воззрениях о «жёлтой угрозе», в которой, в частности, заявил: «Нравится нам это или нет, но мы обречены на противостояние с белой расой».